# Åkervika
Åkervika est une localité du comté de Nordland, en Norvège.

## Géographie
Administrativement, Åkervika fait partie de la kommune de Hattfjelldal.